# Jaunjelgava
Jaunjelgava (del alemán: Friedrichstadt) es una villa situada en Letonia. 